# つくばい

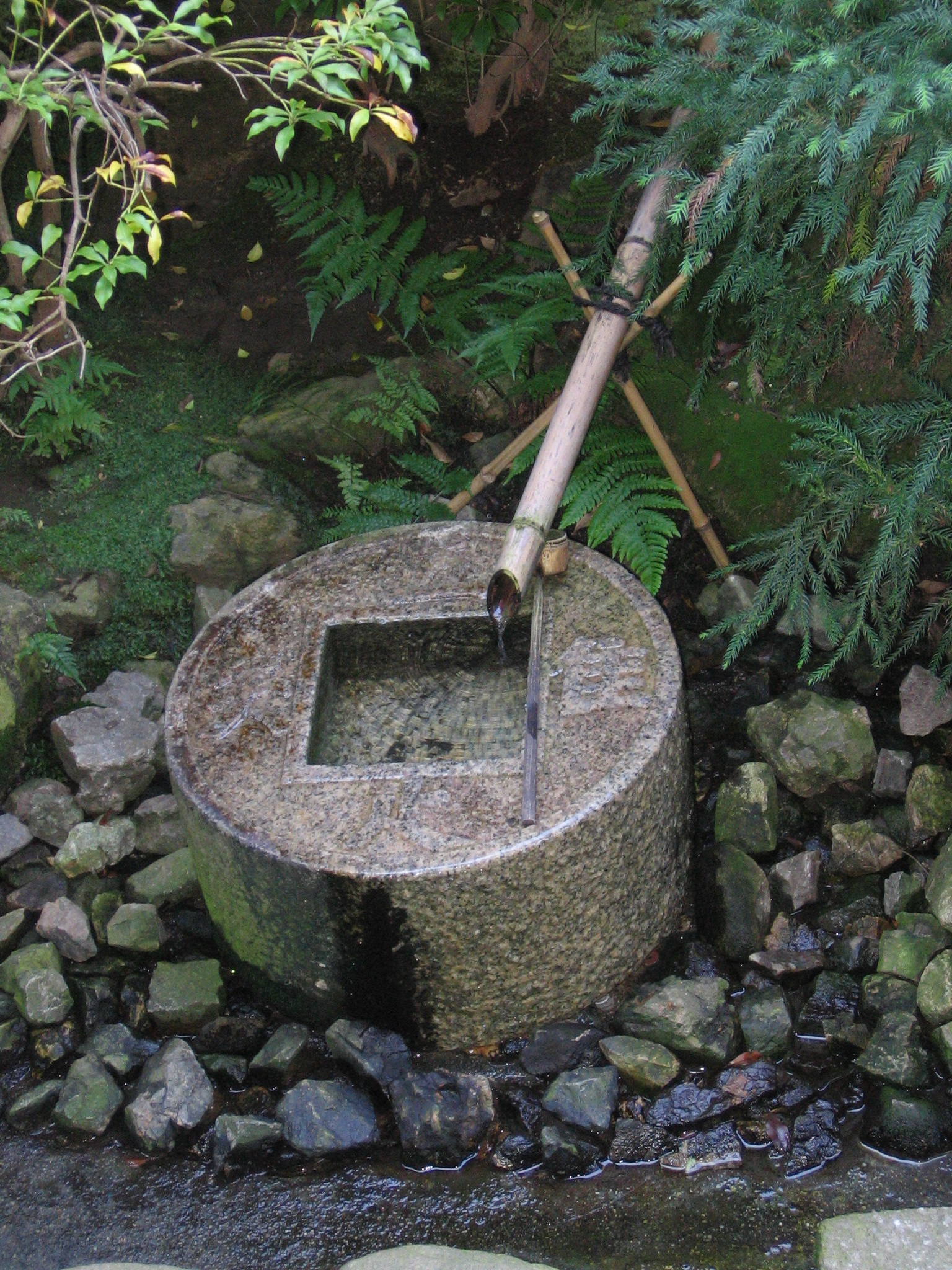
龍安寺の知足の蹲踞

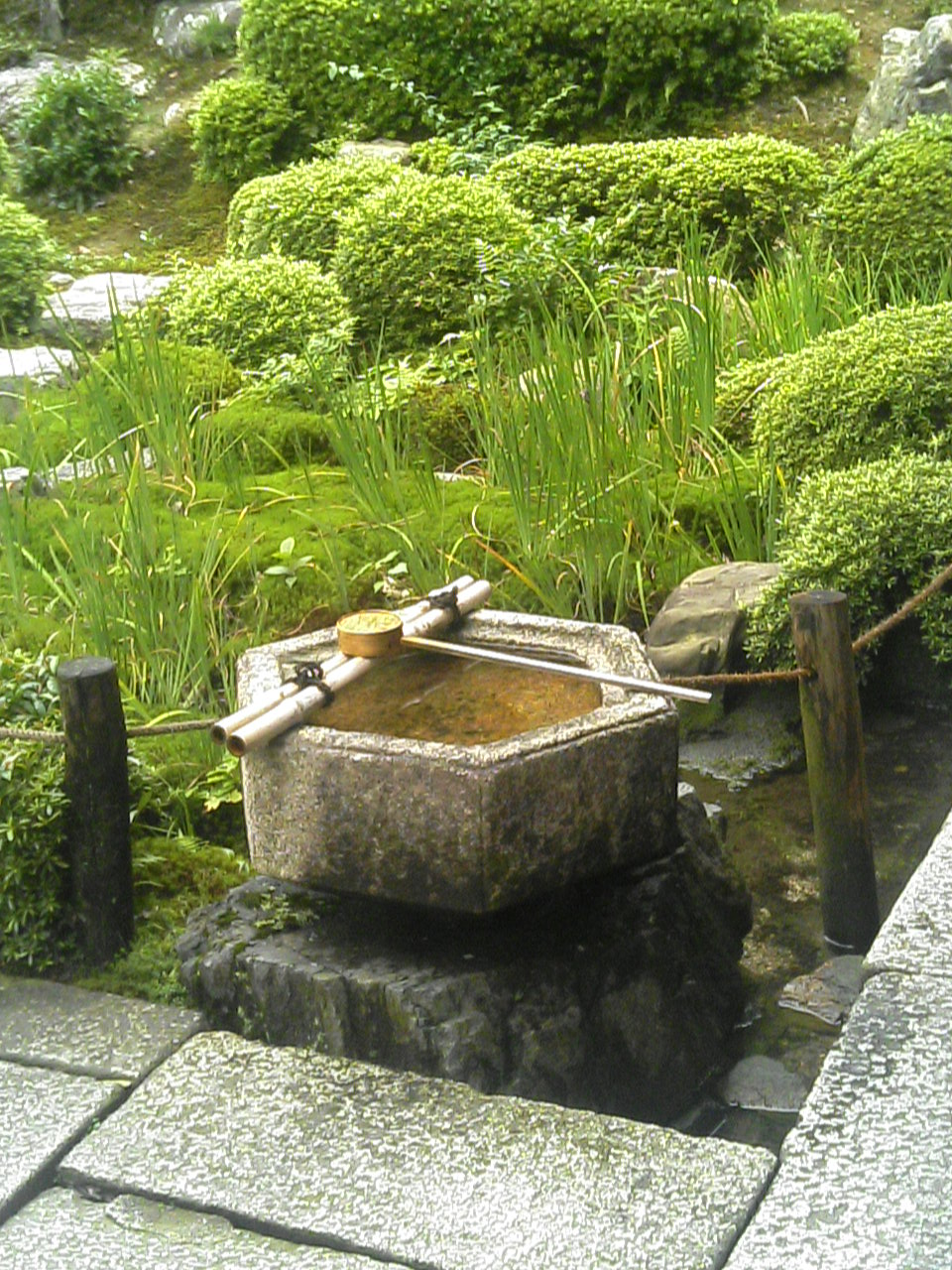
東福寺常楽庵のつくばい

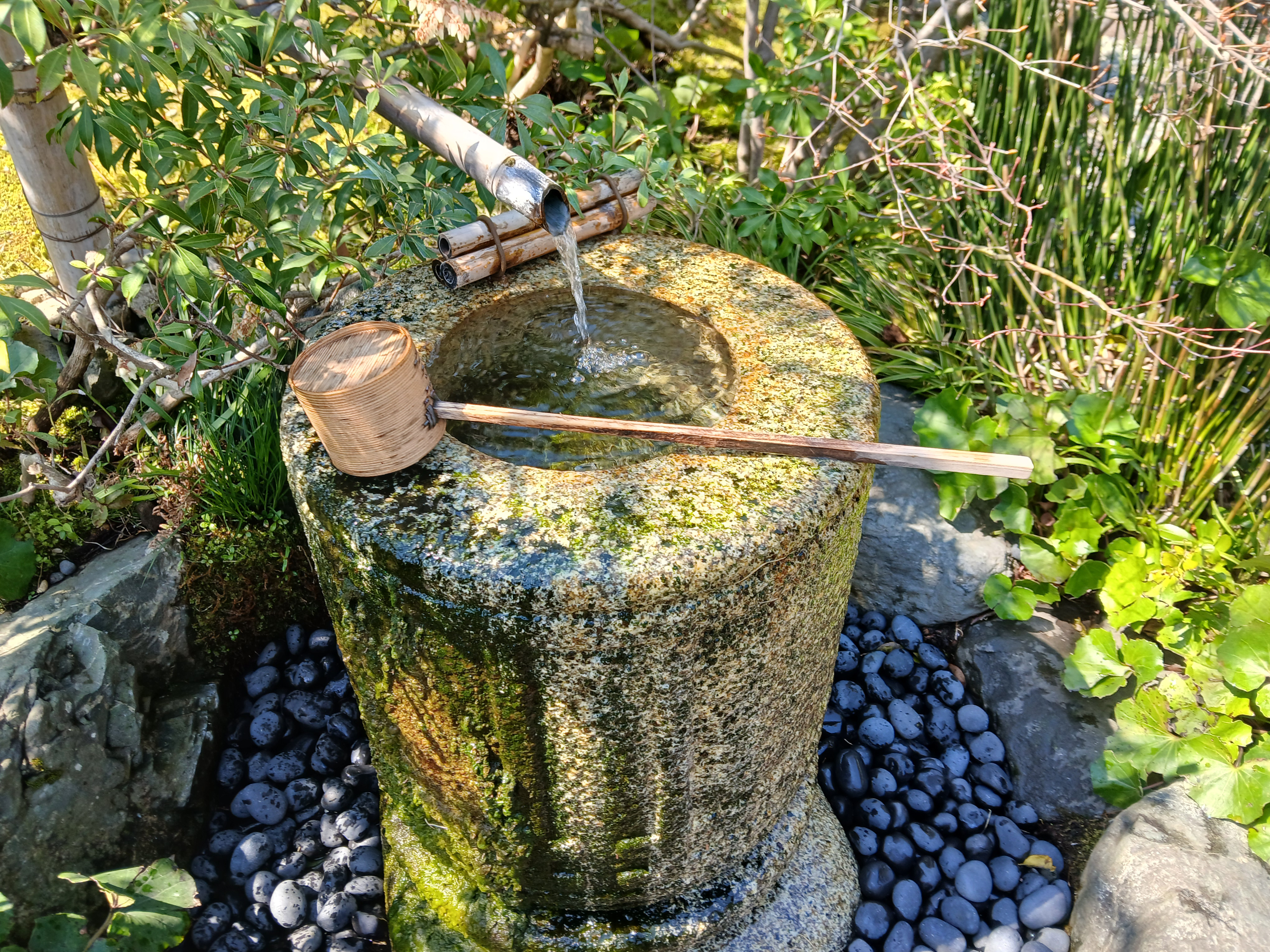
駿府城のつくばい

つくばい（蹲踞、蹲）とは、日本庭園の添景物の一つで露地（茶庭）に設置される。茶室に入る前に、手を清めるために置かれた背の低い手水鉢に役石をおいて趣を加えたもの。

## 由来
手水で手を洗うとき「つくばう（しゃがむ）」ことからその名がある。
元々は、茶道の習わしで、客人が這いつくばるように身を低くして、手を清めたのが始まりである。
茶事を行うための茶室という特別な空間に向かうための結界としても作用する。

## つくばいの構成
一般に、使用するのにつくばう必要のある高さのものをつくばいと言うが、茶室に添えられる本格的なつくばいは、「手水鉢（水鉢）」を中心に、「前石」「手燭石」「湯桶石」（この3つの石を“役石”という）、「水門（海）」で構成されている。
手水鉢（ちょうずばち）
水鉢（みずばち）とも。茶事の時に客人は席入りする前にここから柄杓一杯の水をとり、手を洗う事によって身を清める。
前石（まえいし）
手水鉢の手前正面の石。手水を使う際に乗る（その更に手前に石が置かれている場合がある。飛石という）。
手燭石（てしょくいし）
手水鉢の左側の石。夜の茶会時に灯り（手燭など）を置く。
湯桶石（ゆおけいし）
手水鉢の右側の石。冬など寒中の茶会時に湯桶を置く。
水門（すいもん）
海（うみ）とも呼ばれる。上記の手水鉢と役石に囲まれた低い部分。こぼれた手水を受けるために、砂利などを敷き詰めている。

### 縁先手水鉢
建物の縁側で手水を使うために置かれた手水鉢を縁先手水鉢、または飾り鉢前といい、つくばいと違い縁側で立ったまま使用する。そのため手水鉢は背の高いもの、あるいは背の低いものは台石に乗せたものを選ぶ。
縁先手水鉢の役石には以下のものがある。
蟄石（かがみいし）
蟄石は濡れ縁の下に置かれる水返しの石であり鉢からこぼれた水が縁の板に飛び散るのを防ぐ役割がある。青石など他の役石とは石質が異なるものを使用する。
水汲み石
水汲み石は貴人の手水の時に、従者が水を汲んで差し出すときに乗る石であり、天端が平らかなものを使用する。
清浄石（せいじょういし）
清浄石は覗き石ともいわれ水汲み石との調和のために配される。
水揚げ石
水揚げ石は手水鉢の水の取替えや清掃のときに使用される石であり、鉢の後方に置かれ飛び石と連続することが多い。
これらの役石の置き方は設置場所が縁側の左端か右端か、袖垣の近くかで左右が逆になる。
なお縁側から鉢までの距離は75 cm程度がよいとされる。

### 小道具

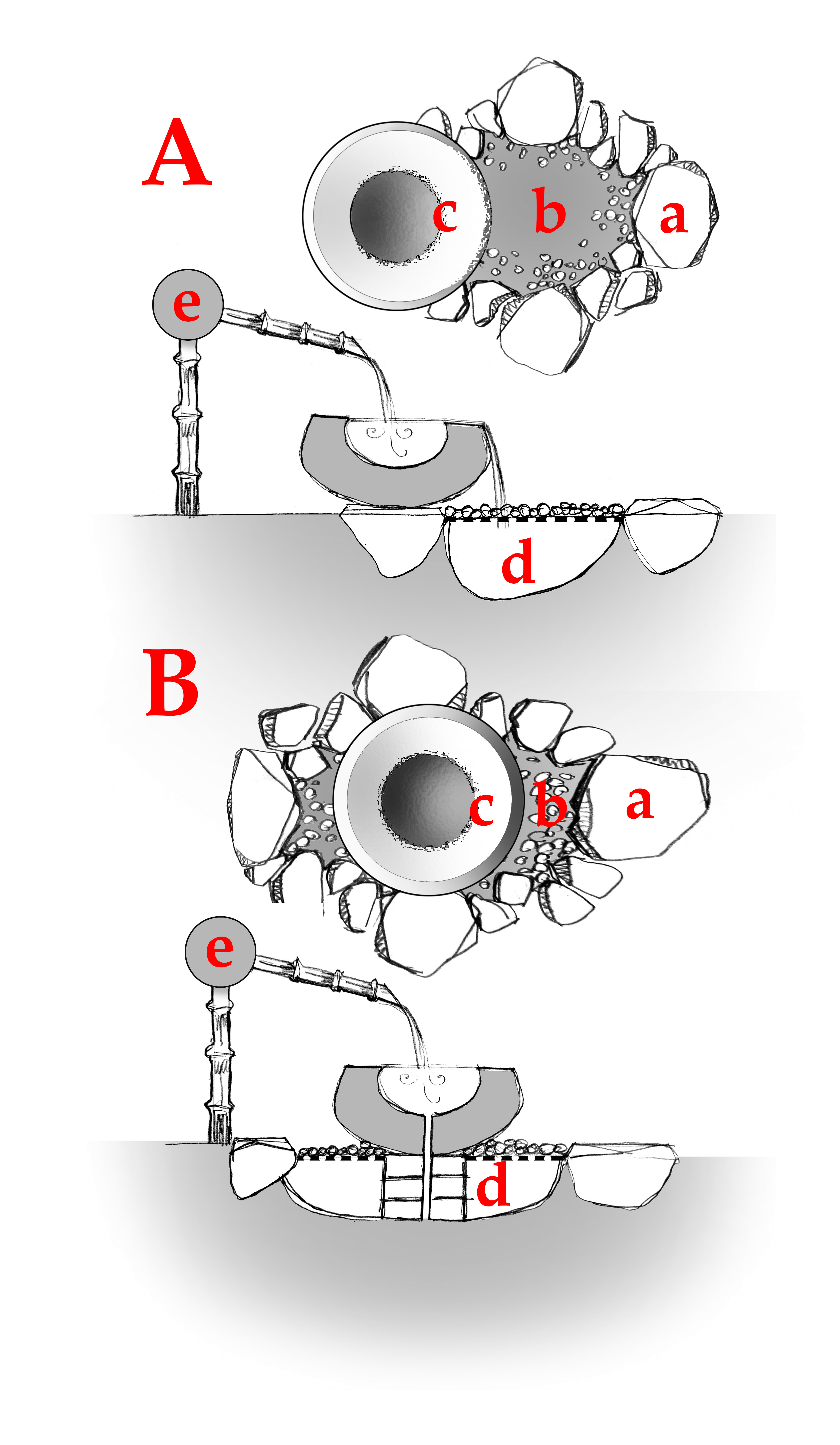
構造図

つくばいに付随する小道具には次のようなものがある。
柄杓水を汲み、手を清めるために置かれる。
杓架柄杓を架けておくために水鉢の上に差し渡して置かれる道具。水鉢の形状や風情などに応じて様々な形状があり、使われない場合もある。
筧（かけひ）水源から水鉢に水を導く樋。本来は亭主が水鉢に水を満たすものであり、本格的な茶事では使用しない。